# Weynsweber
Der Weynsweber (Ploceus weynsi, Syn.: Melanopteryx weynsi) zählt innerhalb der Familie der Webervögel (Ploceidae) zur Gattung der Ammerweber (Ploceus).
Der lateinische Artzusatz bezieht sich auf Auguste François Guillaume Weyns (1854–1944).
Der Vogel kommt in Ostafrika vor in Uganda, im angrenzenden Osten der Demokratischen Republik Kongo und im Nordwesten Tansanias sowie in der Republik Kongo. Aus Kenia liegt eine Einzelbeobachtung vor.
Das Verbreitungsgebiet umfasst Wald mit hohem Baumbestand, auch Sekundärwald, Lichtungen, gern in der Nähe von Seen, von 1000 bis 1500 m Höhe.

## Merkmale
Die Art ist 15 cm groß, das Männchen wiegt zwischen 24 und 36, das Weibchen zwischen 23 und 34 g. Das Männchen ist im Brutkleid schwarz auf Kopf, Rücken, Kehle und Brust, Die Oberseite ist olivgrün mit schwarzen Streifen, der Schwanz ist olivbraun. Das Männchen erinnert an den Waldweber (Ploceus bicolor), aber unterscheidet sich durch schwarzen Schnabel, blassgelbe Iris, Flügeldecken mit gelben Spitzen und kastanienbraune Flanken. Das Weibchen hat eine oliv gestreifte Oberseite mit kräftig gelben Flügelspitzen und ein breites grünlich-gelbes Brustband. Jungvögel sind wie ausgebleichte Weibchen gefärbt.
Die Art ist monotypisch.

## Stimme
Der Gesang des Männchens wird als sehr hohes Zischen, der Kontaktruf als hochtoniges trockenes „chip“im Sitzen und Fliegen beschrieben.

## Lebensweise
Die Nahrung besteht hauptsächlich aus Früchten wie Feigen, Lorbeergewächse (Beilschmiedia discolor) und Wolfsmilchgewächse (Alchornea).
Die Brutzeit liegt im November in Uganda.

## Gefährdungssituation
Der Bestand gilt als nicht gefährdet (Least Concern).